# Lanark
Lanark (gael. Lannraig) – miasto w Szkocji w hrabstwie South Lanarkshire, położone w tzw. centralnym pasie Szkocji. Miasto jest historyczną stolicą hrabstwa Lanarkshire.
Urodzili się tu Alister McRae, Jimmy McRae i Colin McRae - brytyjscy kierowcy rajdowi.